# Xanthomorda guineensis
Xanthomorda guineensis es una especie de coleóptero de la familia Mordellidae.

## Distribución geográfica
Habita en Guinea.